# Marie-Anne Leroudier
Marie-Anne Leroudier (née Haug le 28 novembre 1838 à Belfort et morte le 26 avril 1908 à Lyon) est une brodeuse française.

## Biographie
Marie-Anne Haug suit une formation à l'école Saint-Charles des Brotteaux, où elle se fait remarquer par son intelligence et son aptitude aux travaux d'aiguilles. 
Elle épouse en 1862 le dessinateur Jean Leroudier, collaborateur de la maison Joseph-Albert Henry , et s’inscrit aux cours de dessins de Clothilde Alliod. Deux ans après son mariage, elle monte un atelier de broderie spécialisé dans la restauration de tissus anciens qui assure sa réputation auprès des collectionneurs français et étrangers. 
Dès 1867, elle participe à toutes les grandes manifestations internationales et est gratifiée d’une mention honorable à l’Exposition Universelle de Paris comme collaboratrice de la maison Lamy et Giraud. À l’Exposition Internationale de Lyon de 1872, elle obtient une médaille de bronze ainsi que deux médailles de bronze à Paris. Lors de l’exposition des Arts Décoratifs de Lyon en 1884, elle obtient la médaille d’or  et en 1885, une autre médaille d’or lui vaut la plus haute récompense accordée à la broderie lors de l’Exposition universelle d'Anvers. Lors de l’Exposition universelle de Paris en 1889, elle obtient une médaille d'or avec la série de panneaux inspirée par les Douze mois grotesques de Claude Audran III. En 1893, une de ses créations est exposée à Chicago lors de l'Exposition universelle .
En 1888, la municipalité lyonnaise décide de créer un cours municipal de broderie en collaboration avec sa fille ainée Jeanne-Marie, épouse de Jean-Pierre Guillermet.
En 1892, elle publie un petit fascicule de 43 pages : La Broderie artistique.
Ce qui est méconnu, c'est que Marie-Anne Leroudier était une précieuse collaboratrice d'Alexis Carrel. Quand ce dernier était encore un jeune médecin, Leroudier l'accueillait chaque soir chez elle, de sorte qu'il puisse maîtriser la broderie, mais pour l'opération délicate du vaisseau sanguin,.   
Elle expose jusqu'en 1914 et meurt à Lyon en 1908 .
Elle donne son nom à la rue Marie-Anne-Leroudier dans le 1er arrondissement de Lyon.

## Œuvres remarquables
Parmi les travaux les plus remarquables de Marie-Anne Leroudier, on trouve les tentures de l’Opéra de Paris, des broderies d’ameublement pour les maisons de Paris (Krieger, Fourdinois) ou de Marseille (Blanqui), des costumes artistiques pour la maison Worth et des robes et manteaux de cour pour la reine de Grèce et l’Impératrice de Russie ; Leroudier a réalisé des vêtements religieux offerts par le diocèse de Lyon au pape Pie IX en 1869 (chape, chasuble, étole, manipule et voile de calice, ensemble aujourd'hui conservé au musée pontifical du Latran à Rome) et au pape Léon XIII (chasuble) ; plusieurs tableaux brodés reproduisent des peintures célèbres dont le Christ en Croix de van Dyck.
Plusieurs de ses œuvres sont conservées au Musée des Tissus et des Arts décoratifs de Lyon, entrées par achat ou par don, comme en 2015 deux chasubles et deux croix de chasubles données par la famille héritière de la maison Joseph-Albert Henry  ; l'une d'entre elles, une croix de chasuble ornée de la Transfiguration, avait été exposée à Rome en 1870 .